# شرایط ویزا برای شهروندان کره شمالی

پاسپورت جمهوری دموکراتیک خلق کره

الزامات ویزا برای شهروندان کره شمالی محدودیت های ورود اداری است که از طرف مسئولان نظیر ایالت ها برای شهروندان کره شمالی اعمال می شود.
از تاریخ۲ ژوئیه ۲۰۱۹، شهروندان کره شمالی در حین ورود به ۳۹ کشور و ناحیه بدون ویزا یا ویزا دسترسی داشتند، که گذرنامه کره شمالی را از نظر آزادی سفر در رتبه ۱۰۱ قرار می دهد که با گذرنامه های صادر شده از طرف بنگلادش ، اریتره ، ایران و لبنان برابر می باشد. 

## نقشه شرایط ویزا

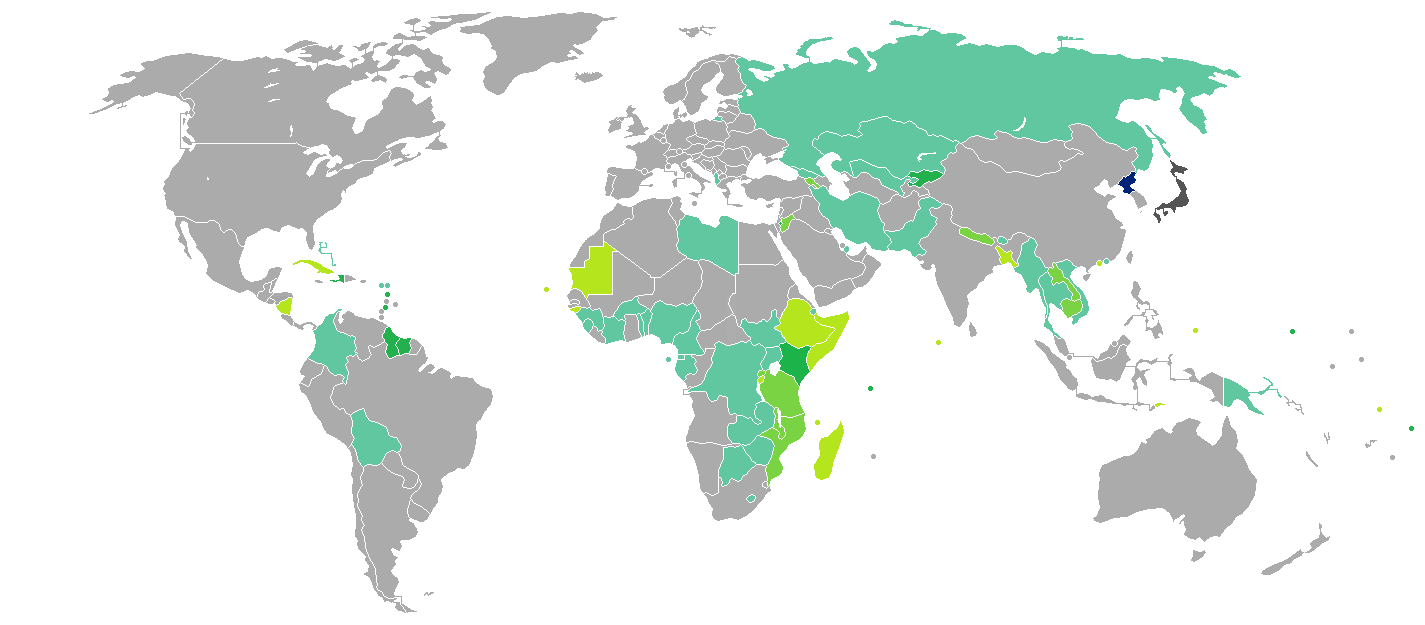
شرایط ویزا برای شهروندان کره شمالی
کره شمالی
بدون نیاز به ویزا
ویزا در بدو ورود صادر می شود
ویزا
ویزا هم در بدو ورود و هم به صورت آنلاین در دسترس است
ویزا قبل از ورود الزامی است

## آمار سفرهای خارجی
اینان تعداد بازدیدهای شهروندان کره شمالی از کشورهای گوناگون در سال ۲۰۱۹ می باشد(مگر اینکه خلاف آن ذکر شده باشد):
| مقصد                | تعداد بازدید کنندگان | سال  | منابع       |
| ------------------- | -------------------- | ---- | ----------- |
| ایالات متحده آمریکا | ۴۸                   | ۲۰۱۹ | [ ۲ ]       |
| چین                 | ۲۵۱,۰۰۰              | ۲۰۱۸ | [ ۳ ] [ ۴ ] |
| جمهوری چک           | ۲۱                   |      | [ ۵ ]       |
| آلمان               | ۱۱۷                  |      | [ ۶ ]       |
| لهستان              | ۴۶                   |      | [ ۷ ]       |
| سوئد                | ۲۵۸                  |      | [ ۸ ]       |
| کره جنوبی           | ۸۰۹                  | ۲۰۱۸ | [ ۹ ]       |
| اوکراین             | ۲۴۰                  | ۲۰۱۷ | [ ۱۰ ]      |
| روسیه               | ۱۲,۴۹۴               |      | [ ۱۱ ]      |